# Consell Pontifici per al Diàleg Interreligiós
El Consell Pontifici per al Diàleg Interreligiós (llatí: Pontificium consilium pro dialogo inter religiones) és un dicasteri de la Cúria Pontifícia.

## Història
Al diumenge de Pentecosta de 1964, el Papa Pau VI va instituir un departament especial de la Cúria Romana per a les relacions amb persones d'altres religions. Conegut inicialment com a "Secretariat per als no cristians", el 1988 es va canviar el nom del Consell Pontifici per al Diàleg Interreligiós (abreviat PCDI).

## Natura i objectiu del Consell
El Consell Pontifici per al Diàleg Interreligiós té com a objectiu la promoció del diàleg interreligiós, d'acord amb l'esperit del Concili Vaticà II, en particular, la declaració Nostra Aetate (NA).
Té assignades les següents tasques:
- promoure la comprensió mútua, el respecte i la col·laboració entre catòlics i seguidors d'altres tradicions religioses;
- fomentar l'estudi de les religions;
- promoure la formació de les persones dedicades al diàleg.

El PCID no té cap responsabilitat en el camp de les relacions entre els cristians i els jueus. Aquests són de la competència de la Comissió per a les relacions religioses amb el Judaisme, creat pel Consell Pontifici per a la Unitat dels Cristians.

## La metodologia del Consell
1. El diàleg s'estableix una comunicació de dues vies. Es tracta de parlar i escoltar, donar i rebre, per al desenvolupament i l'enriquiment mutu. És un diàleg que és testimoni de la seva fe, però al mateix temps, una obertura a la dels altres. No és una traïció a la missió de l'Església, sinó fins i tot un nou mètode de conversió al cristianisme.

Això ha estat clarament establert a la carta encíclica Redemptoris missio del Papa Joan Pau II. Alhora, aquest punt de vista també es desenvolupa en dos documents publicats pel Consell: L'actitud de l'Església Catòlica cap als seguidors d'altres religions, les reflexions i orientacions de diàleg i missió (1984, i Diàleg i anunci (1991), aquest últim en col·laboració amb la Congregació per a l'evangelització dels pobles.
1. Tot i que el Consell Pontifici és l'oficina central per al diàleg a l'Església catòlica, aquest diàleg es porta a terme principalment a través de les esglésies locals. Moltes esglésies locals tenen comissions per al diàleg a nivell regional i nacional. El PCID treballa en estreta col·laboració amb aquests, i fomenta la formació en els quals no existeixen.
2. La dimensió ecumènica del diàleg entre religions es té en compte. El Consell està en contacte constant amb l'oficina corresponent del Consell Mundial d'Esglésies.
3. El PCID restringeix el seu treball a les qüestions religioses. La seva jurisdicció no s'estén als assumptes socials i polítics. La Cúria Romana té diversos departaments, amb la seva pròpia competència específica. Les qüestions més àmplies es discuteixen a les reunions interdepartamentals.

## Estructura del Consell
- Cos directiu: està compost pels membres de la junta, uns 30 cardenals i bisbes de diferents parts del món. Cada dos o tres anys es convoca l'Assemblea General per discutir temes importants i per establir directrius per al treball del Consell.
- Òrgan consultiu: el Consell compta amb 50 consellers, anomenats consultors, especialistes en estudis religiosos o en la pràctica del diàleg religiós, residents en tots els continents. Ajuden al dicasteri a través de la seva investigació, informació i paper. Periòdicament, es convoca la reunió dels consultors, sovint a nivell continental.
- Cos executiu: consisteix en el personal permanent a Roma, a saber: el president, el secretari, el sots-secretari, el funcionari per a l'Islam, per a l'Àfrica, a Àsia, un dels nous moviments religiosos, i d'altres auxiliars administratius i tècnics.

## Activitats del Consell
- Acollida dels visitants: el concili rep moltes visites de representants del món religiós. Se'ls convida a un diàleg amb el personal del departament. De vegades, faciliten les audiències amb el Papa. A més, es realitzen reunions amb bisbes que van a Roma per les seves visites quinquennals "ad limina", i amb altres grups de visitants.
- Visites: el president i el secretari fan visites a les Esglésies locals, per tal de conèixer més directament la situació local i fomentar el diàleg. En aquestes ocasions, visiten els líders d'altres religions i diverses institucions per tal de promoure una millor comprensió i cooperació.
- Reunió: la junta organitza reunions, o participa amb major freqüència en les reunions organitzades per altres entitats a nivell regional, nacional o internacional. Aquestes reunions poden ser bilaterals o multilaterals.
- Publicacions: han estat publicats en llibres i fullets sobre els diferents aspectes del diàleg interreligiós (recorda en aquest sentit «le dialogue interreligieux dans l'ensignement officiel de l'eglise catholique»; el consell normalment publica les actes de les conferències que organitza. Des 1995 es publica una llista de les organitzacions per al diàleg interreligiós (Interreligious Dialogue Directory). D'altra banda, es publica regularment tres vegades a l'any el butlletí Pro dialogo que conté documents de l'església sobre el diàleg, diversos articles i les tasques en el món del diàleg .

## Comissió per a les relacions amb els musulmans
El Consell Pontifici ha una comissió especial per a les relacions amb els musulmans. Aquest està compost pel president, el vicepresident i el secretari, i inclou un petit grup de vuit consultors. Es dedica a l'estudi dels diversos aspectes de les relacions entre cristians i musulmans.
El 29 de gener de 2016 el Papa Francesc nomenà el Pare Miguel Angel Ayuso Guixot, M.C.C.J., que havia servit com a Secretari del Consell Pontifici per al Diàleg Interreligiós com a bisbe titular de Luperciana. El Secretari de la Comissió és monsenyor Khaled Akashed. El sots-secretari és el Pare Indunil Janakaratne Kodithuwakku Kankanamalage.
Els Consultors de la Comissió són:
- Mn. Cornelius Afebu Omonokhua, director del Department pel Diàleg Interreligiós del Secretariat Catòlic de Nigèria;
- Mn. Amir Jaje O.P., secretari de la Comissió Episcopal pel Diàleg Interreligiós de l'Assemblea de Bisbes Catòlics d'Iraq
- Mn. Felix Korner S.J., professor de la teologia de les religions a la Pontifícia Universitat Gregoriana;
- Rotraud Wielandt, professor d'estudis islàmics a la Universitat de Bamberg, Alemanya;
- Ian Netton, vice director d'estudis d'àrab i d'estudis islàmics a la Universitat d'Exeter i professor d'estudis islàmics a Sharjah, Emirats Àrabs
- Romana Bashir, cap del Centre d'Estudis Cristians a lDistricte de Rawalpindi, Pakistan[2]

## Fundació "Nostra Aetate"
El PCID ha establert una fundació, l'objectiu de la qual és promoure el diàleg, sobretot per les subvencions d'acord amb les persones d'altres religions que volen estudiar el cristianisme.

## Membres

### Cronologia dels presidents
- Cardenal Paolo Marella (19 de maig de 1964 - 26 de febrer de 1973 jubilat)
- Cardenal Sergio Pignedoli (6 de març de 1973 - 15 de juny de 1980 mort)
  - Arquebisbe Jean Jadot (27 de juny de 1980 - 8 d'abril de 1984 jubilat) (pro-presidente)
  - Cardenal Francis Arinze (8 d'abril de 1984 - 27 de maig de 1985 nomenat president del mateix dicasteri) (pro-presidente)
- Cardenal Francis Arinze (27 de maig de 1985 - 1 d'octubre de 2002 nomenat prefecte de la Congregació pel Culte Diví i la Disciplina dels Sagraments)
- Arquebisbe Michael Louis Fitzgerald, Missionari d'Africa (1 d'octubre de 2002 - 15 de febrer de 2006 nomenat nunci apostòlic a Egipte)
- Cardenal Paul Poupard (11 de març de 2006 - 25 de juny de 2007 renuncià)
- Cardenal Jean-Louis Tauran, des del 25 de juny de 2007

### Cronologia dels secretaris
- Mossèn Pierre Humbertclaude, S.M. (1964 - 1973 renuncià)
- Mossèn Pietro Rossano (1973 - 7 dicembre 1982 nomenat bisbe auxiliar de Roma)
- Mossèn Marcello Zago, O.M.I. (1983 - 1986 renuncià)
- Arquebisbe Michael Louis Fitzgerald, M. Afr. (22 de gener de 1987 - 1 d'octubre de 2002 nomenat presidente del mateix dicasteri)
- Arquebisbe Pier Luigi Celata (14 novembre 2002 - 30 de juny de 2012 jubilat)
- Bisbe Miguel Ángel Ayuso Guixot, M.C.C.I., des del 30 de juny de 2012

### Cronologia dels sots-secretaris
- MossènJoseph Cuoq, M. Afr. (1965 - 1969 renuncià)
- Mossèn Pietro Rossano (1966 - 1973 nomenat secretari del mateix dicasteri)
- Mossèn John Bosco Masayuki Shirieda, S.D.B. (1974 - 1999 renuncià)
- Monsenyor Felix Anthony Machado (1999 - 16 de gener de 2008 nomenat arquebisbe de Nashik)
- Monsenyor Andrew Thanya-anan Vissanu (21 de juny de 2008 - 2012 renuncià)
- Monsenyor Indunil Janakaratne Kodithuwakku Kankanamalage, des del 12 de juny de 2012